# Bruno Branciforte
Bruno Branciforte (* 6. November 1947 in Neapel) ist ein italienischer Admiral im Ruhestand. Branciforte war von 2010 bis 2012 Chef des Admiralstabs der italienischen Marine. Davor leitete er unter anderem die Nachrichtendienste SISMI und AISE.

## Leben
Branciforte wurde von 1965 bis 1969 an der Accademia Navale ausgebildet. Bis 1976 diente er auf verschiedenen Kriegsschiffen, u. a. auch als Flaggleutnant, und absolvierte Lehrgänge im Bereich des Fernmeldewesens und der Schiffsführung. 1976 wurde er Kommandant einer Korvette, dann absolvierte er die Führungsakademie der Marine und diente als Adjutant des Flottenchefs.
Von 1979 bis 1985 arbeitete Branciforte im Marinenachrichtendienst SIOS-Marina, zuletzt als Leiter der Abteilung für operative Aufklärung. Danach wurde er als Fregattenkapitän stellvertretender Kommandant des Kreuzers Vittorio Veneto und dann Kommandant der Fregatte Aliseo. Von 1987 bis 1989 war er erneut beim Marinenachrichtendienst als Leiter der operativen Abteilung tätig, danach arbeitete er bis 1992 als Marineattaché in Washington.
Nach seiner Rückkehr aus den USA kommandierte Branciforte zunächst ein Jahr den Flugzeugträger Giuseppe Garibaldi. Anschließend besuchte er die Führungsakademie der Streitkräfte und übernahm danach wiederum das Kommando über den Träger Garibaldi. Von 1995 bis 2000 arbeitete Branciforte im Admiralstab in Rom. Als Leiter der nachrichtendienstlichen Abteilung (A2) war er an Reformen beteiligt, die 1997 zur Entstehung des Centro Intelligence Interforze (J2) und damit zur Abschaffung der SIOS-Dienste der Teilstreitkräfte führten. Danach leitete er bis 2000 noch die (ebenfalls reformierte) Planungsabteilung des Admiralstabs (A3). Von Oktober 2000 bis November 2001 befehligte er als Konteradmiral die Hochseeflotte (COMFORAL), danach wurde er Chef des Stabes im Flottenkommando (CINCNAV). Aufgrund der Terroranschläge am 11. September 2001 in den USA entsandte ihn die italienische Regierung am Beginn der Operation Enduring Freedom als Senior National Representative kurzfristig nach Tampa zum United States Central Command.
Bruno Branciforte wurde im Februar 2004 zum Vizeadmiral befördert und zum Befehlshaber der Flotte (CINCNAV) ernannt.
Am 20. November 2006 designierte ihn Ministerpräsident Romano Prodi in Absprache mit der Opposition zum neuen Direktor des italienischen Nachrichtendienstes SISMI. Er übernahm das Amt am 16. Dezember 2006 von seinem Vorgänger Nicolò Pollari, einem General der Guardia di Finanza. Durch ein Gesetz vom 3. August 2007 wurde der militärische Nachrichtendienst SISMI durch den zivilen Auslandsnachrichtendienst Agenzia Informazioni e Sicurezza Esterna ersetzt, dessen Leitung Branciforte wiederum übernahm.
Vizeadmiral Bruno Branciforte führte vom 23. Februar 2010 bis zum 2. März 2012 als Chef des Admiralstabes die italienische Marine.